# Епархия Уанкавелики
Епархия Уанкавелики (лат. Dioecesis Huancavelicensis) — епархия Римско-Католической церкви с центром в городе Уанкавелика, Перу. Епархия Уанкавелики входит в митрополию Аякучо. Кафедральным собором епархии Уанкавелики является церковь святого Антония Падуанского.

## История
18 декабря 1944 года Римский папа Пий XII издал буллу «Quae ad maius», которой учредил епархию Уанкавелики, выделив её из епархии Уаманги (сегодня — Архиепархия Аякучо). В этот же день епархия Уанкавелики вошла в митрополию Лимы.
30 июня 1966 года, после преобразования епархии Уаманги в митрополию Аякучо, епархия Уанкавелики была присоединена к митрополии Аякучо.

## Ординарии епархии
- епископ Alberto Maria Dettmann y Aragón (6.07.1945 — 28.06.1948) — назначен епископом Пуно;
- епископ Carlos Maria Jurgens Byrne (13.01.1949 — 7.02.1954);
- епископ Florencio Coronado Romani (1.03.1956 — 14.01.1982);
- епископ William Dermott Molloy McDermott (14.01.1982 — 18.06.2005);
- епископ Isidro Barrio Barrio (18.06.2005 — по настоящее время).

## Источник
- Annuario Pontificio, Libreria Editrice Vaticana, Città del Vaticano, 2003, ISBN 88-209-7422-3